# Benny Gaarde
 Der er for få eller ingen kildehenvisninger i denne artikel, hvilket er et problem. Du kan hjælpe ved at angive troværdige kilder til de påstande, som fremføres i artiklen.

Benny Gaarde var leder af Skolen for Materiel Design i København, indtil 2007 Dansk Sløjdlærerskole, der nu er binavn.
Benny Gaarde, der er opvokset i København og bor i Brønshøj, har været folkeskolelærer på Østerbro, inden han 1. august 1995 blev lektor ved Dansk Sløjdlærerskole på Værnedamsvej. Sløjdlærerskolen flyttede til Emdrup i november 1996, og i 1999 blev Benny Gaarde konstitueret forstander, fra 2001 forstander og efter etableringen af CVU København og Nordsjælland i 2003 betegnet som leder af Dansk Sløjdlærerskole. Han gik på pension 31. december 2013.
Uddannelse som folkeskolelærer og efter ansættelsen på Sløjdlærerskolen cand.pæd. i sløjd med fysiksløjd som speciale. Har arbejdet med værkstedet som arbejdsform og platform for naturvidenskabelig erkendelse og har undervist i natur/teknik på Danmarks Lærerhøjskole. Han er medforfatter til en lærebog til pædagoguddannelsen, »Værksted, natur og teknik« (2007). 
Han har i 20 år undervist blinde og svagtsynede i værkstedsarbejde, og han har været censor ved læreruddannelsen.
Et af hans specialer er kanobygning, som han har undervist i. Han har endvidere haft interesse for anvendelsen af it i sløjd.
Han har ferieresidens på Ærø.